# Gislaveds IS
Gislaveds IS, bildat 1903, är ett idrottssällskap i Gislaved i Sverige. Klubben har främst haft framgångar i fotboll. Hemmaarenan heter Ryttarvallen, invigd 1930. Där finns nu 5 fullstora 11-mannaplaner samt en hall med konstgräs med måtten 70 x 40 meter.
Föreningen grundades för "bollspel, allmän idrott, brottning, tennis, tyngdlyftning och gymnastik". De första åren ägnades mycket kraft åt att ordna idrottsplats och bygga paviljong. 1905 togs ett för tiden jämlikt initiativ då klubben skapade en kvinnlig gymnastiktrupp. Även flera andra idrotter har under åren funnits inom klubben. Friidrotten var sist att försvinna från det som idag är en ren fotbollsklubb.
Fotboll i seriespel inledde klubben 1926, då i Smålandsserien. 1940 gick laget för första gången upp i div 3, en nivå som sedan varit klubbens vanligaste hemvist.
Exempel på GIS-produkter inom fotbollen är Oscar Hiljemark, som avslutade karriären 2021 samt Darijan Bojanic, som spelar i Hammarby IF.
Gislaveds IS har även ett damlag. Damlaget är en sammanslagning med lokalkonkurrenten Anderstorps IF. Damlaget består av spelare från de båda klubbarna och heter Westbo United och spelar i div.4.